# Тени ползут
«Тени ползут» (азерб. Kölgələr sürünür) — советская драма 1958 года производства Бакинской киностудии.

## Синопсис
Фильм посвящён судьбам чуждых нашему обществу людей, которые разоблачаются. Тема фильма посвящена борьбе за жизнь.

## Создатели фильма

### В ролях
Исмаил Дагестанлы — Захидов
Алескер Алекперов — Рашид Сардарлы
Али Зейналов — Имамзаде
Мовсун Санани — Джавадов
Лейла Бадирбейли — Лейла
Мирза Бабаев — Джалил
Сурая Гасымова — Афат
Алекпер Гусейнзаде — Муртуз
Мамедрза Шейхзаманов — Гафар Ниязов
Рахиля Джаббарова — Джахан
Минавар Калантарли — Масма
И. Тагизаде — Амирахов
Осман Хагги — Салим
Ашраф Юсифзаде
Барат Шекинская — Гатиба
С. Казиева
Сулейман Тагизаде
Агахусейн Джавадов — рабочий
П. Юдин — англичанин
Ахмед Ахмедов — крестьянин
Бахадур Алиев — рабочий
Гаджимамед Кафказлы — рабочий
В. Меджнунбекова
Ф. Гашимов
Исмаил Эфендиев — Карим
Алигейдар Гасанзаде — гость

#### Роли дублировали
Окума Курбанова — Афат (Сурая Гасымова) (в титрах не указана)

### Административная группа
автор сценария : Гылман Мусаев
режиссёры-постановщики : Исмаил Эфендиев, Шуа Шейхов
оператор-постановщик : Аскер Исмаилов
художник-пээ : Мамед Гусейнов
композитор : Рауф Гаджиев
автор текста песни : Расул Рза
звукооператор : В. Ишутиин
режиссёр : Юсиф Улдуз
редактор : Ахмедага Гурбанов
консультанты : Г. Султанов (доктор геологических наук), Т. Буньядов (историк)
оркестр : Азербайджанский государственный симфонический оркестр имени Узеира Гаджибекова
дирижёр : Ниязи
директор фильма : Али Мамедов
в фильме поют : Шовкет Алекперова, Мирза Бабаев (в титрах не указаны)